# Grand Coulee

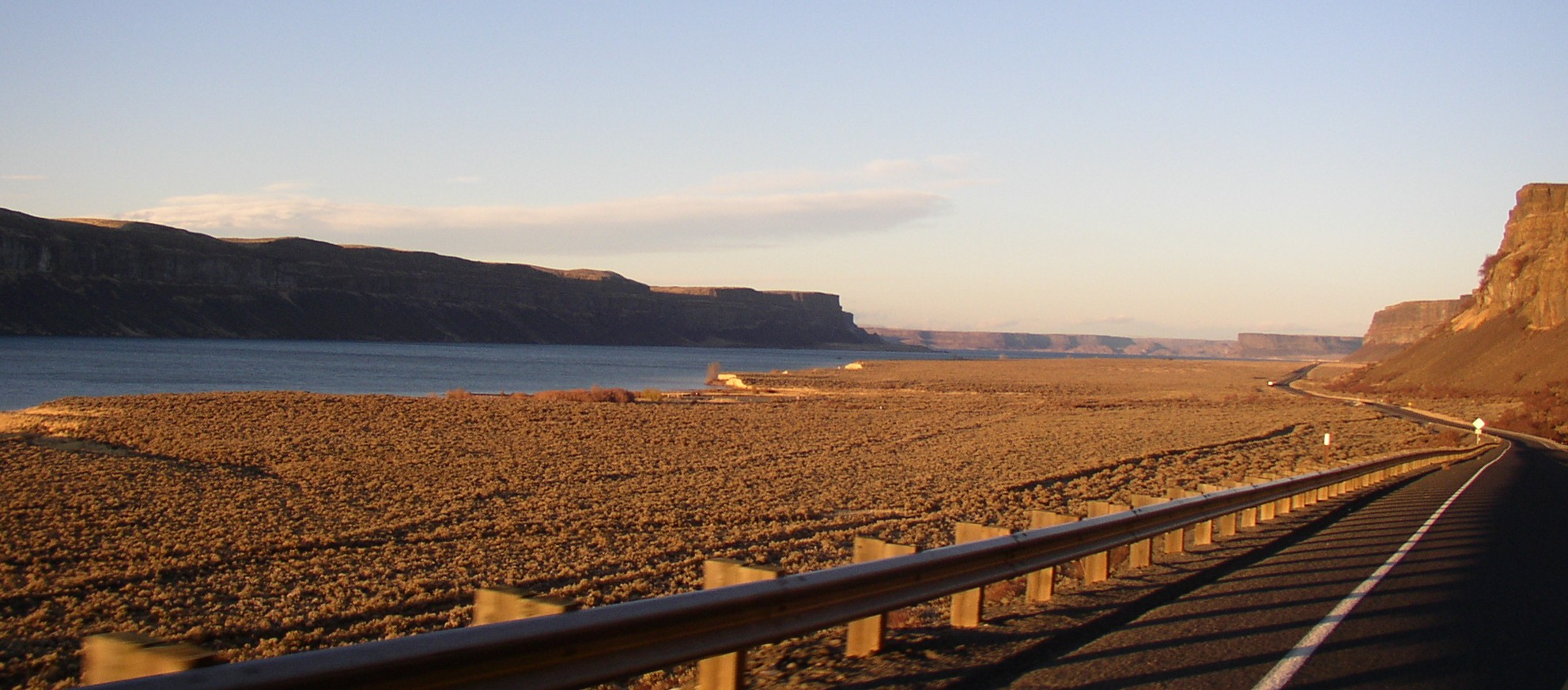
Vista hacia el norte del Grand Coulee.

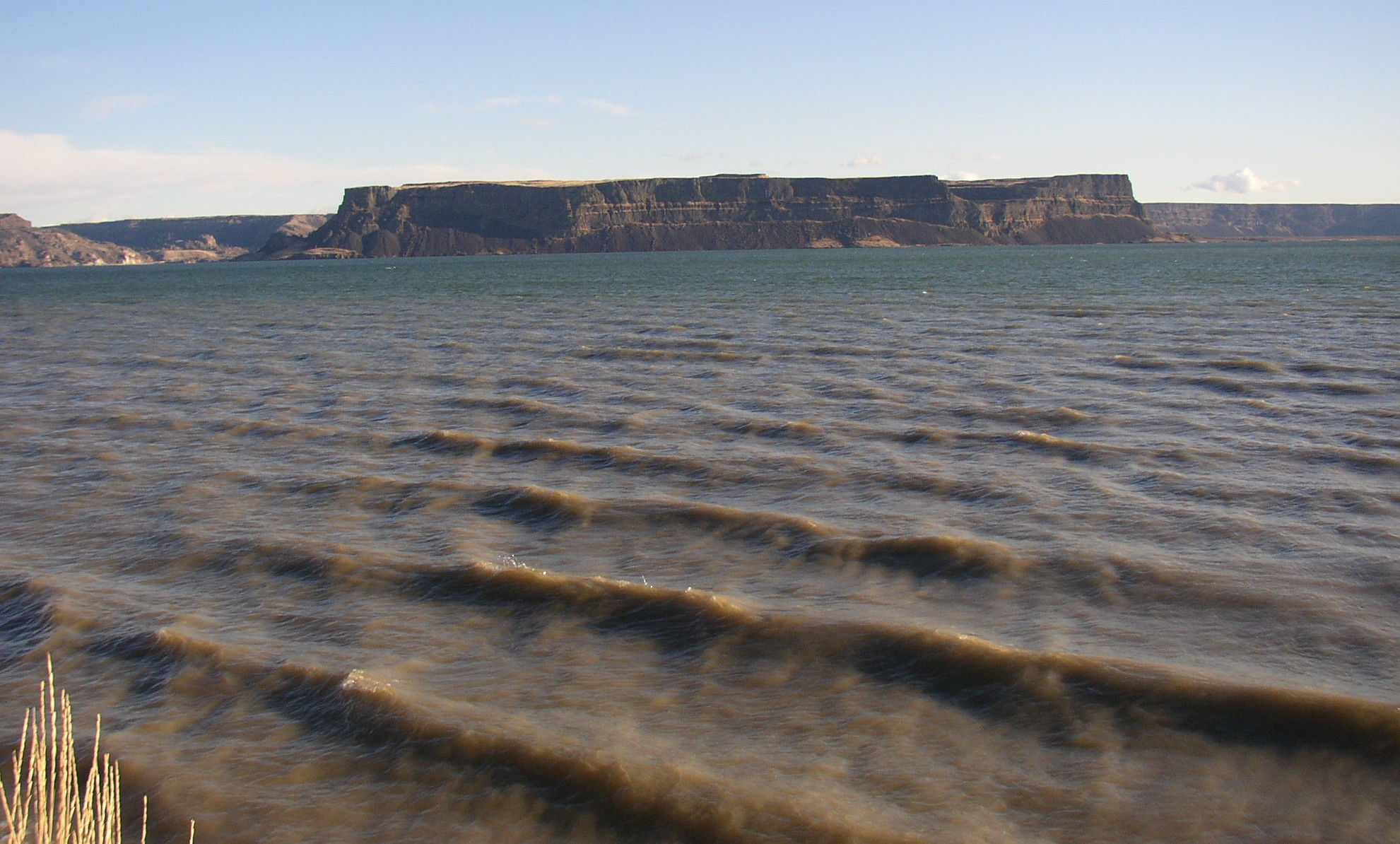
La conocida como "roca del barco a vapor" en el Grand Coulee.

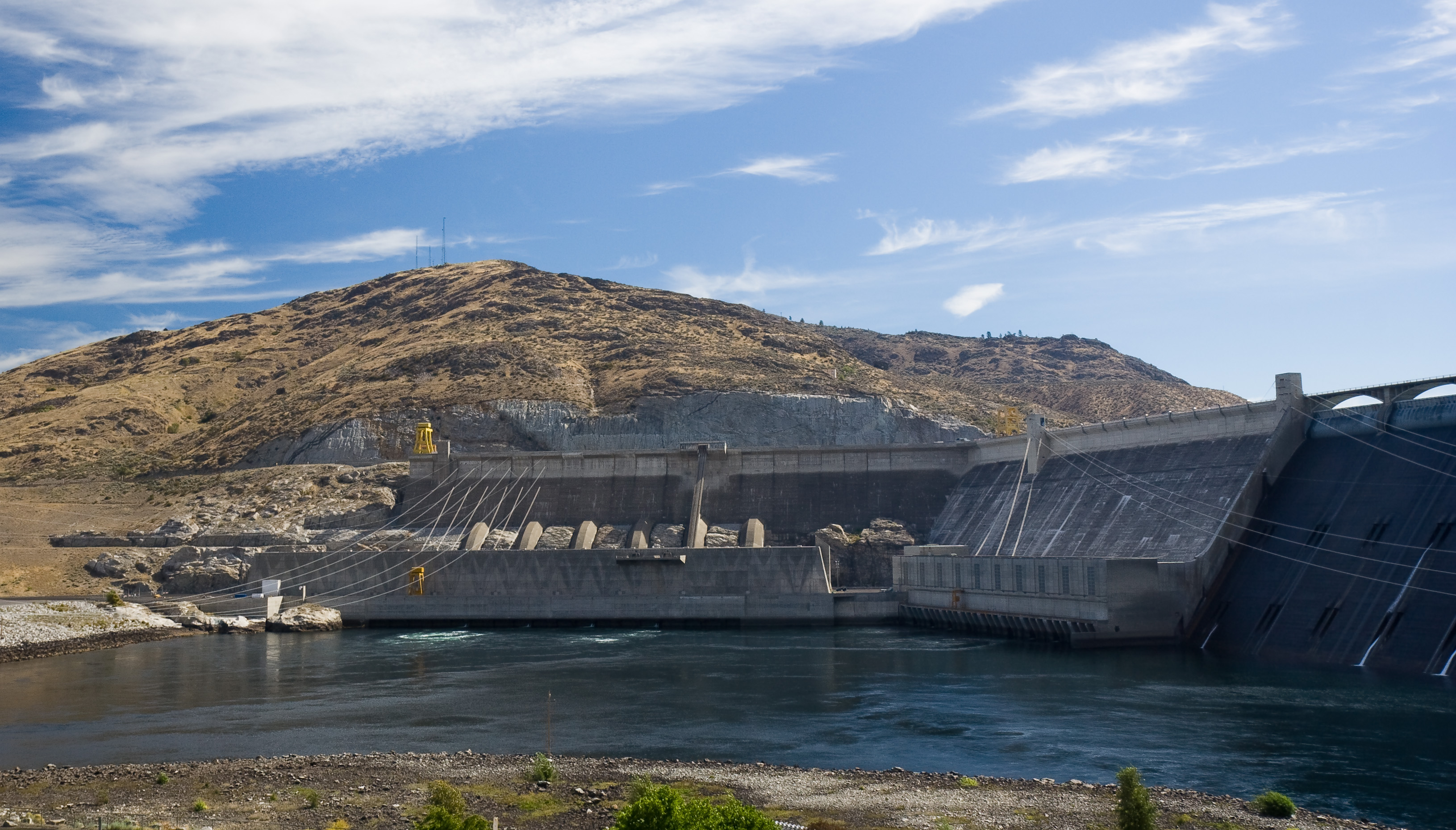
Una parte del Grand Coulee ha sido utilizada para construir una presa que se ha llenado con agua como parte del Proyecto de la cuenca del Columbia.

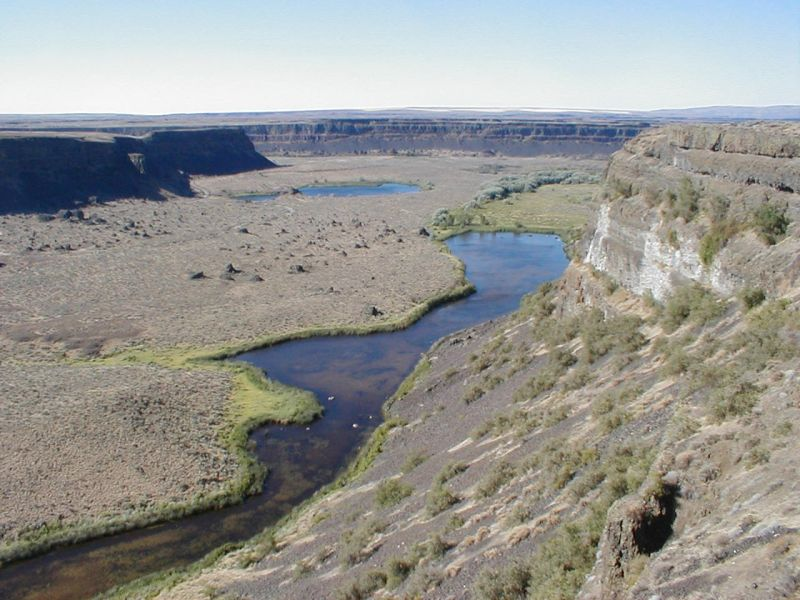
Grand Coulee, debajo de las Dry Falls. Se observa el efecto en capas de los flujos periódicos de lava basáltica.

El Grand Coulee (del original en francés grand coulée, que significa la «gran colada [de lava]») es un antiguo cauce fluvial que se encuentra en el estado de Washington, Estados Unidos. Este Hito Nacional Natural se extiende a lo largo de noventa kilómetros al sudeste de la presa Grand Coulee hasta el lago Soap, siendo atravesado por Dry Falls que lo divide en el Grand Coulee Superior y el Grand Coulee Inferior.

## Historia geológica
El Grand Coulee forma parte de la meseta del Columbia. Esta zona posee un lecho rocoso de granito que se formó en lo profundo de la corteza terrestre hace unos 40 a 60  millones de años. Periódicamente, el terreno se elevó y asentó durante el transcurso de millones de años produciendo en el proceso algunas montañas de escasa elevación y eventualmente un mar de tipo mediterraneico.
Hace unos 10 a 15  millones de años, las erupciones volcánicas de la cordillera de las Cascadas comenzaron a rellenar el mar interno con lava.  En algunos sitios el basalto volcánico alcanzó los 2000 m de espesor, aunque en otras áreas todavía se encuentra expuesto el granito de las montañas primigénias.
Hace dos millones de años comenzó el Pleistoceno y los glaciares de la edad de hielo cubrieron la región. En algunas zonas al norte del Grand Coulee, los glaciares llegaron a alcanzar un espesor de 3000 m y todavía son visibles las marcas que dejaron a su paso en el manto rocoso granítico que se encuentra expuesto, como también se observan gran cantidad de bloques erráticos glaciales en las zonas elevadas al noroeste del Coulee.
Si bien las teorías iniciales proponían que los glaciares desviaron el río Columbia hacia lo que luego se convertiría en el Coulee, y que fue el caudal del río el que causó la erosión que se observa, actualmente los geólogos sostienen que la erosión fue producto de la acción de los glaciares combinada con violentas inundaciones glaciares del lago Missoula. Éste fue un lago producido por un embalse glaciar en el que el agua alcanzó profundidades de hasta 600 m. Periódicamente, el agua horadaba el embalse de hielo, ocasionando las inundaciones del Missoula en un proceso durante el cual grandes masas de agua fluían por la meseta del río Columbia en un fenómeno que se manifestó hasta hace unos 18 000 años. Estas inundaciones crearon los Channeled Scablands que se caracterizan por sus rasgos distintivos producto de la erosión. Las Dry Falls son un ejemplo (al sur del lago Banks), de estos fenómenos.
Al finalizar la última era glaciar el Columbia se acomodó en su curso actual. El lecho del río se encuentra unos 200 m por debajo del nivel del Grand Coulee. Las paredes del Coulee alcanzan una altura de hasta 400 m.

## Usos actuales
La zona vecina al Grand Coulee es un ambiente de estepa arbustiva, con un régimen de precipitación anual inferior a 300 mm. El Grand Coulee Inferior incluye los lagos Park, Blue, Alkali, Lenore y  Soap. Hasta hace poco tiempo, el Coulee Superior estaba seco.
En 1952 el Proyecto de la Cuenca del Columbia modificó esto al utilizar el antiguo lecho del río para establecer una red de canales de irrigación. El Grand Coulee Superior fue embalsado dando lugar al lago Banks. El lago es llenado mediante bombeo desde la presa de Grand Coulee y constituye el primer tramo de un sistema de irrigación que tiene 160 km de extensión. Se utilizan canales, sifones y otras presas a lo largo de la cuenca del Columbia, para poder atender unos 2400 km² de tierras dedicadas a la agricultura.
La presencia del agua ha permitido convertir la zona del Coulee Superior y sus inmediaciones en un vergel para la vida salvaje, incluyendo la presencia de águilas calvas. Además se han demarcado áreas para actividades de recreo a la vera de los lagos y vertientes, posibilitando la práctica de todo tipo de deportes, así como también la pesca y la caza. En Grand Coulee se encuentran los parques provinciales Lagos del Sol y Roca del barco a vapor.